# Henryk Koroniak
Henryk Koroniak (ur. 24 grudnia 1949) – polski chemik, dr hab. nauk chemicznych. Profesor zwyczajny Zakładu Syntezy i Struktury Związków Organicznych Wydziału Chemii Uniwersytetu im. Adama Mickiewicza w Poznaniu.

## Życiorys
W 1972 ukończył studia chemiczne na Uniwersytecie im. Adama Mickiewicza. 1 kwietnia 1976 uzyskał doktorat, a w 1987 habilitację. 15 stycznia 1996 został zatrudniony na stanowisku profesora zwyczajnego w Zakładzie Syntezy i Struktury Związków Organicznych na Wydziale Chemii Uniwersytetu im. Adama Mickiewicza w Poznaniu. Jest recenzentem 36 prac doktorskich i 15 prac habilitacyjnych oraz promotorem kolejnych 16 prac doktorskich. Jest kierownikiem pracy naukowej pt. Fluorowe analogi uracylu jako sondy biologiczne i biochemiczne opublikowanej 31 lipca 1999.
W 2021 r. Polskie Towarzystwo Chemiczne przyznało mu Medal Stanisława Kostaneckiego.

## Wybrane publikacje
- 2003: The Influence of Fluorine Substitution on Diels-Alder Reaction of 3-Vinylcoumarin and Ethylene[1]
- 2005: Studies of steric hindrance and intramolecular interactions in 3-vinylcoumarin and its fluorinated analogues[1]
- 2005: Ocena narażenia płodów matek palących papierosy na N-nitrozoaminy - związki rakotwórcze dymu tytoniowego - kontynuacja badań[1]
- 2010: Fluorinated enamines of nucleobases as precursors of nucleoside analogues. Synthesis, spectroscopic and structural studies[1]
- 2015: Catalytic Reactions in Fluorinated Phosphonates Synthesis[1]
- 2017: The synthesis of new fluorinated or nonfluorinated sugar phosphonates and phosphoramidates as building blocks in the synthesis of modified hyaluronic acid subunits[1]